# Bolzano Novarese
Bolzano Novarese là một đô thị ở tỉnh Novara ở vùng Piedmont của Ý, tọa lạc cách 100 km về phía đông bắc của Torino và khoảng 40 km về phía tây bắc của Novara. Tại thời điểm ngày 31 tháng 12 năm 2004, đô thị này có dân số 1.046 người và diện tích là 3,3 km².
Bolzano Novarese giáp các đô thị: Ameno, Gozzano, Invorio, và Orta San Giulio.